# Боми
Боми е окръг в Либерия. Разположен е в северозападната част на страната и има излаз на Атлантическия океан. Столица на окръга е град Тубманбург. Площта му е 1942 км², а населението, според преброяването през 2008 г., е 84 119 души. Гъстотата на населението е 43,32 души/км². Боми се дели на 4 района.